# هنري ديوار
هنري ديوار (بالإنجليزية: Henry Dewar)‏ هو لاعب اتحاد الرغبي نيوزيلندي، ولد في 13 أكتوبر 1883 في Foxton, New Zealand ‏ في نيوزيلندا، وتوفي في 9 أغسطس 1915 في تركيا.